# Josip Brkić (bosanskohercegovački političar)
Josip Brkić (Sarajevo, 21. rujna 1974.) od 2015. je na funkciji zamjenika ministra u Ministarstvu vanjskih poslova BiH. Diplomirani je pravnik Sveučilišta u Mostaru, završio je poslijediplomski studij europske studije Univerziteta u Sarajevu. Rođen je u Sarajevu gdje je završio osnovnu i srednju školu. Član je HDZ BiH.